# 兰迪·利文斯顿
兰迪·安东尼·利文斯顿（英語：Randy Anthony Livingston，1975年4月2日—），美国NBA联盟职业篮球运动员。他在1996年的NBA选秀中第2轮第13顺位被休斯顿火箭选中。